# Lê Lợi
Lê Lợi, connu par la suite sous son nom de règne en tant qu'Empereur Lê Thái Tổ,  est né le 10 septembre 1385 dans la province de Thanh Hoa et mort le 5 septembre 1433. Fondateur de la dynastie des Lê postérieurs (1428–1524), il régna sur le Đại Việt de 1428 à 1433. Lê Lợi est un héros national au Viêt Nam du fait de sa lutte pour repousser les envahisseurs chinois et son travail de reconstruction du pays. 
Lê Lợi est aussi connu comme étant le héros de la légende de l'épée restituée du lac  Hồ Hoàn Kiếm de Hanoi. C'est cette légende qui est à l'origine de la ferveur des vietnamiens vis-à-vis des tortues depuis de nombreux siècles.

## Biographie

### Une enfance et une éducation noble
Les récits de la vie de Lê Lợi, notamment les Annales, sont largement hagiographiques. 
Lê Lợi est né dans une famille aristocratique de Hà Nam Ninh (Xứ Sơn Nam) dans le Nord du Vietnam le 10 septembre 1385, il est le plus jeune de trois enfants, son père est un noble. 
Il fait preuve dès sa jeunesse d'une vive intelligence et d'une grande noblesse personnelle.

### Affrontement avec les chinois
C'est une période troublée dans l'histoire du Vietnam pendant le règne de la Dynastie Hồ en 1400 finalement balayée par la Dynastie Trần qui réforme le royaume. Hồ gouverna pendant une courte période vivant comme un membre de la Dynastie Trần mandaté pour intervenir par l'Empereur Yongle des Chinois de la Dynastie Ming au Nord. 
Sous l'empereur Yongle (règne 1402-1424), la Chine des Ming, puissance occupante du royaume du Đại Việt depuis 1407, tente alors de gagner le jeune homme à sa cause et lui propose un poste de mandarin, qu'il refuse par patriotisme.
En 1418, il commence à rassembler autour de lui des opposants à la domination chinoise et commence une rébellion, rejointe vers 1420 par Nguyên Trai, qui devient son conseiller militaire et politique. Il se proclame roi sous le nom de Binh Dinh Vuong (« seigneur du royaume pacifié »). En 1424, il est contraint de négocier une trêve avec les Ming. 

### Retour victorieux
Deux ans plus tard, cependant, il reprend les armes. Il emporte successivement la citadelle de Tây Dô puis la capitale, Dông Quan (actuelle Hanoï).
En 1428, il chasse les derniers Chinois du pays et se proclame empereur sous le nom de Lê Thái Tổ, fondant ainsi la dynastie des Lê postérieurs. Il fait de Tây Đô la « capitale de l'Ouest », Thang Long (rebaptisée Dông Dô ou Dông Kinh, qui deviendra le Tonkin des Occidentaux) restant la « capitale de l'Est ». Il consacre son règne à la reconstruction du pays. 
Quand il meurt en 1433, son fils Lê Thái Tông lui succède.

## La légende de l'épée restituée

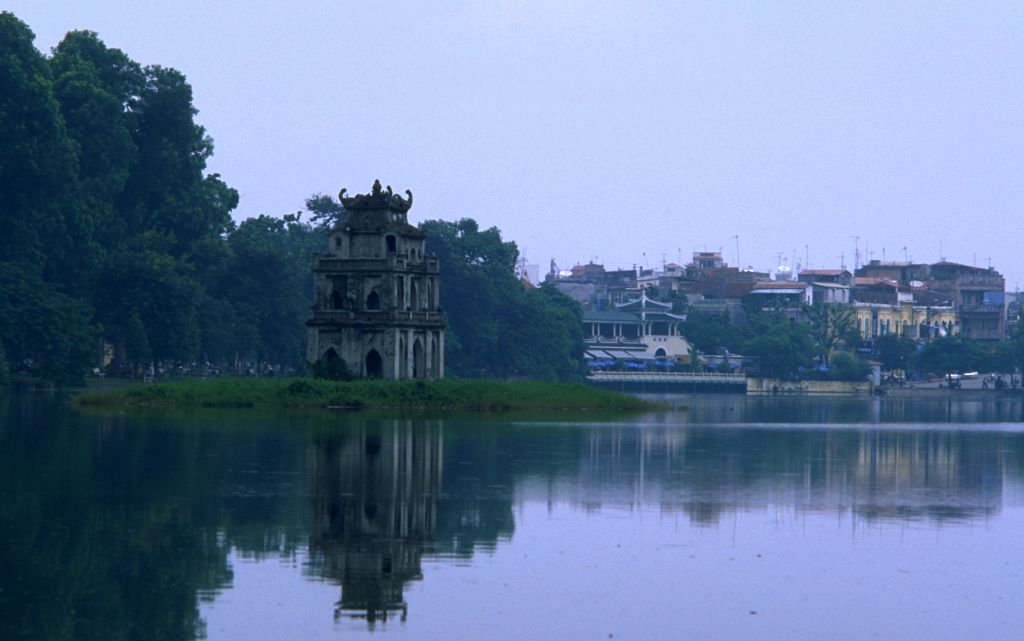
Le lac de l'épée restituée (Hồ Hoàn Kiếm).

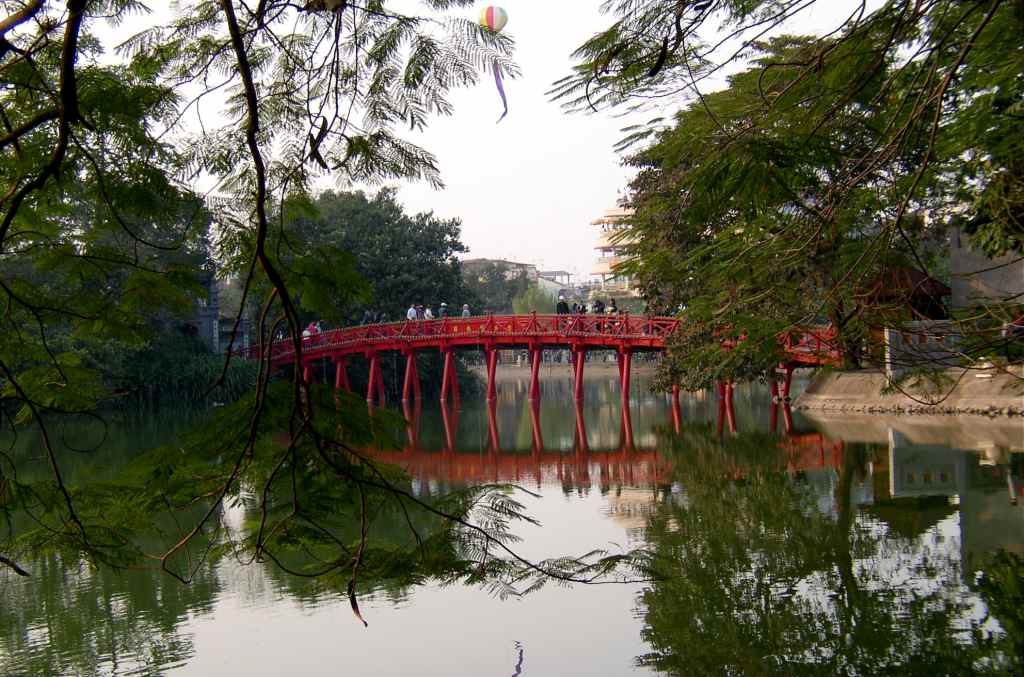
Le lac de l'épée restituée à Hanoi là où Lê Lợi rendit l'épée à la tortue d'Or, selon la légende.

Selon la légende, Lê Lợi au début de sa lutte, aurait reçu d'un pêcheur une épée repêchée dans le lac. Dix ans plus tard, après avoir réussi à chasser les Chinois, et traversant ce même lac, il est abordé par la tortue d'or, qui lui réclame l'épée au nom du Roi-Dragon, ancêtre mythique du peuple viêt. Lê Lợi comprend alors que l'épée était un mandat du Ciel pour chasser les Chinois du pays.
Le lac de la légende est le Hồ Hoàn Kiếm, le « lac de l'épée restituée », situé à Hanoï. Les souverains de la dynastie des Lê ont continuellement embelli ses abords.

### Photothèque

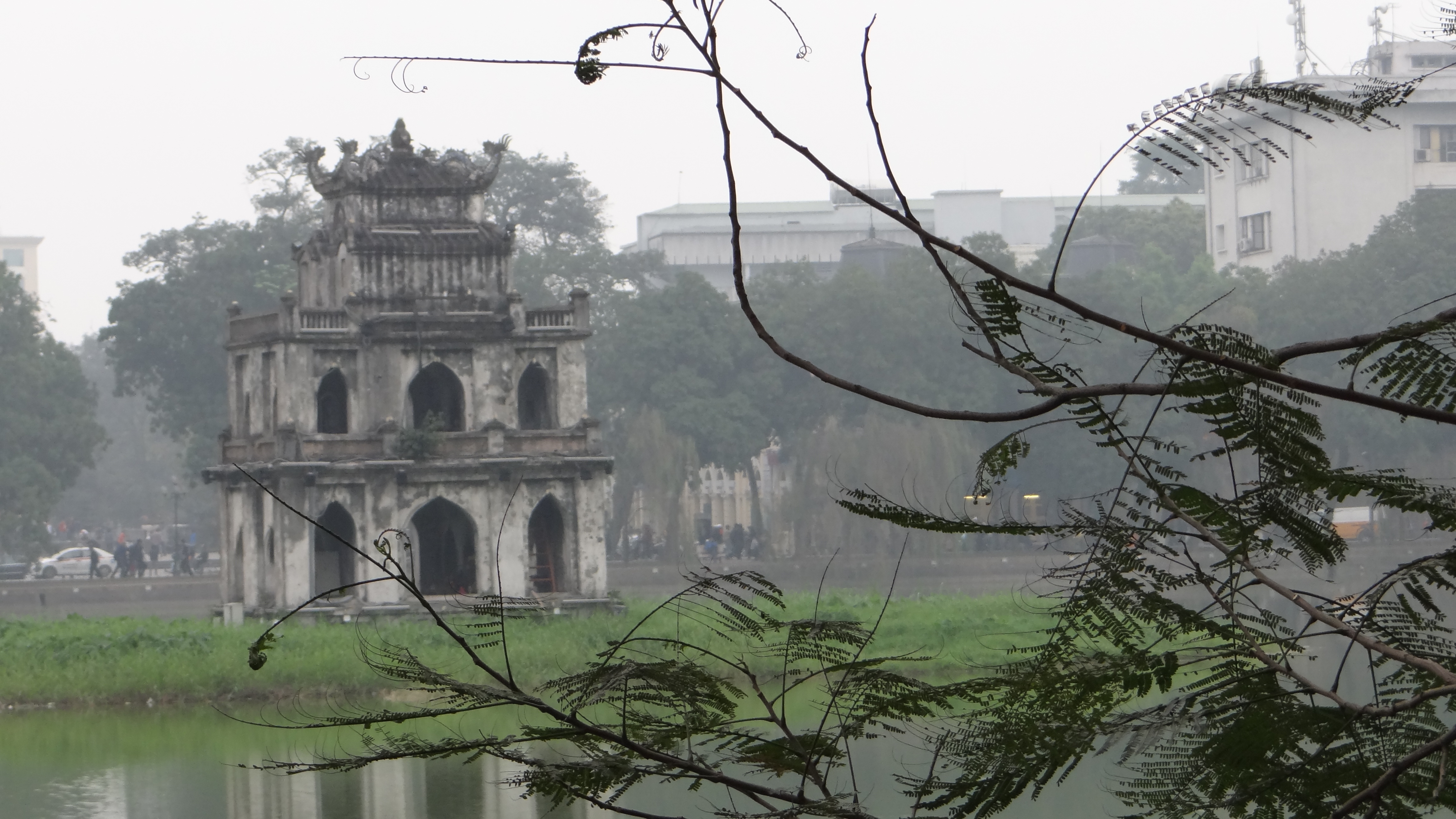
La pagode de la tortue
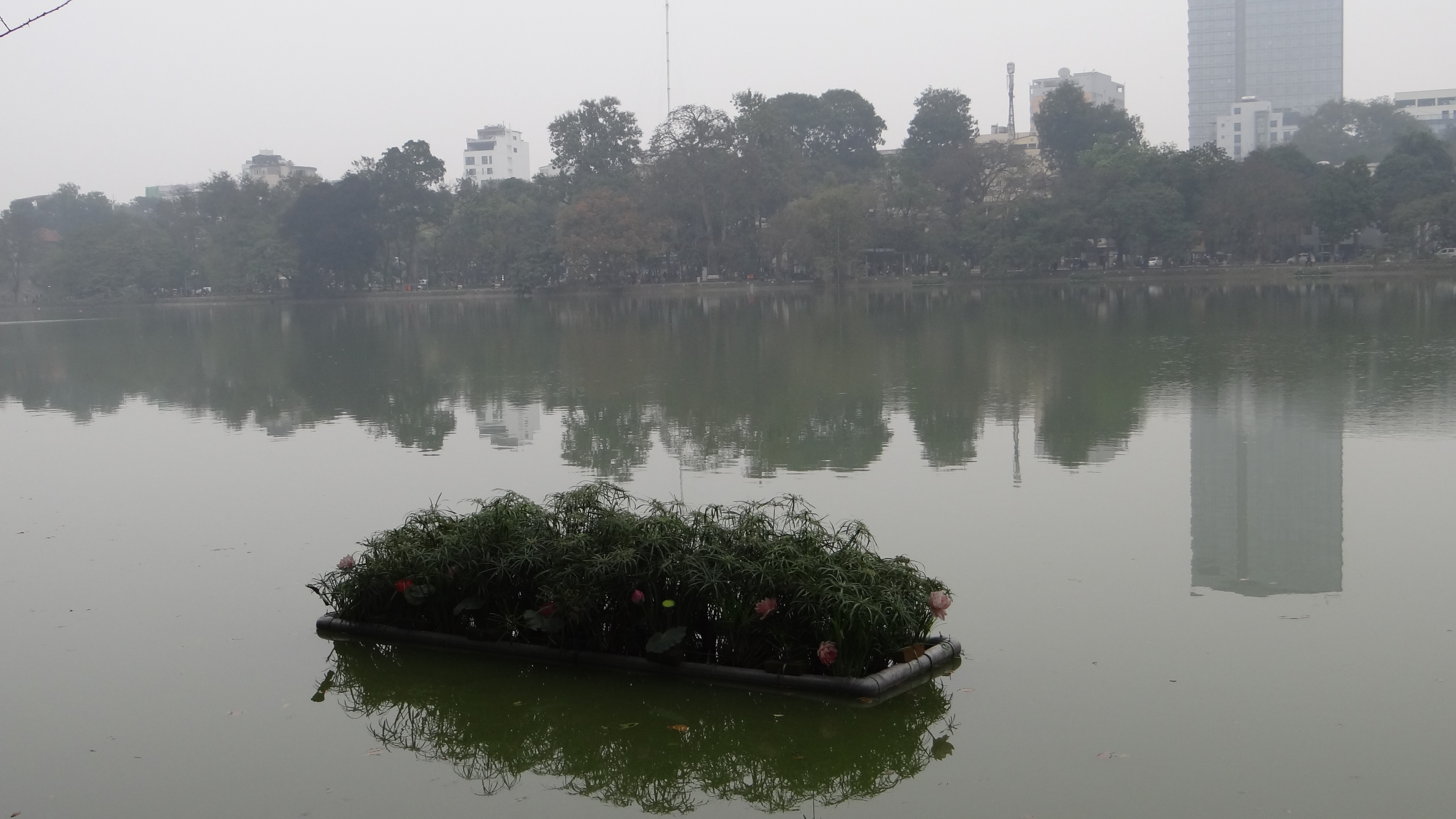
Vue d'ensemble
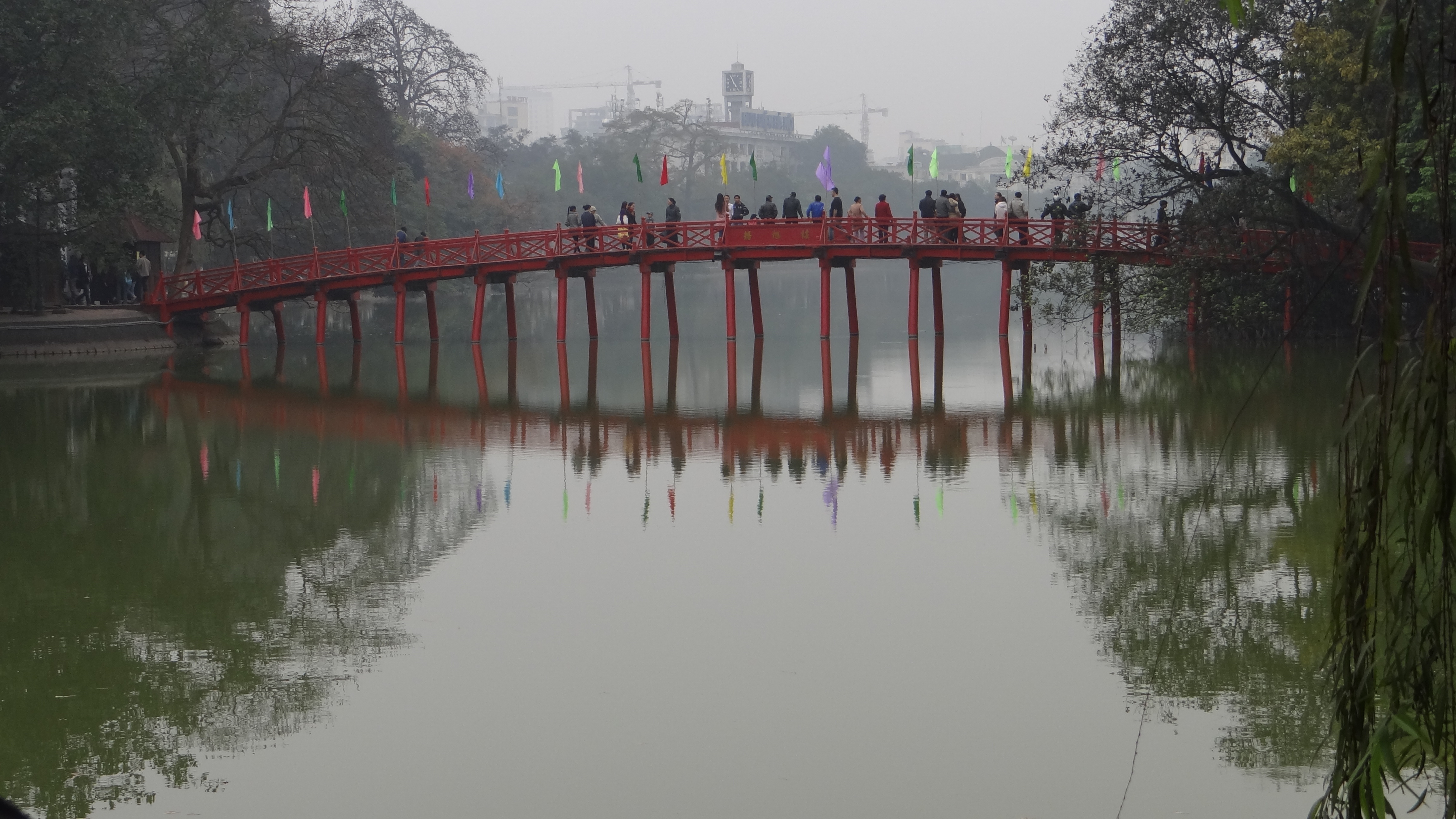
Le pont du soleil levant
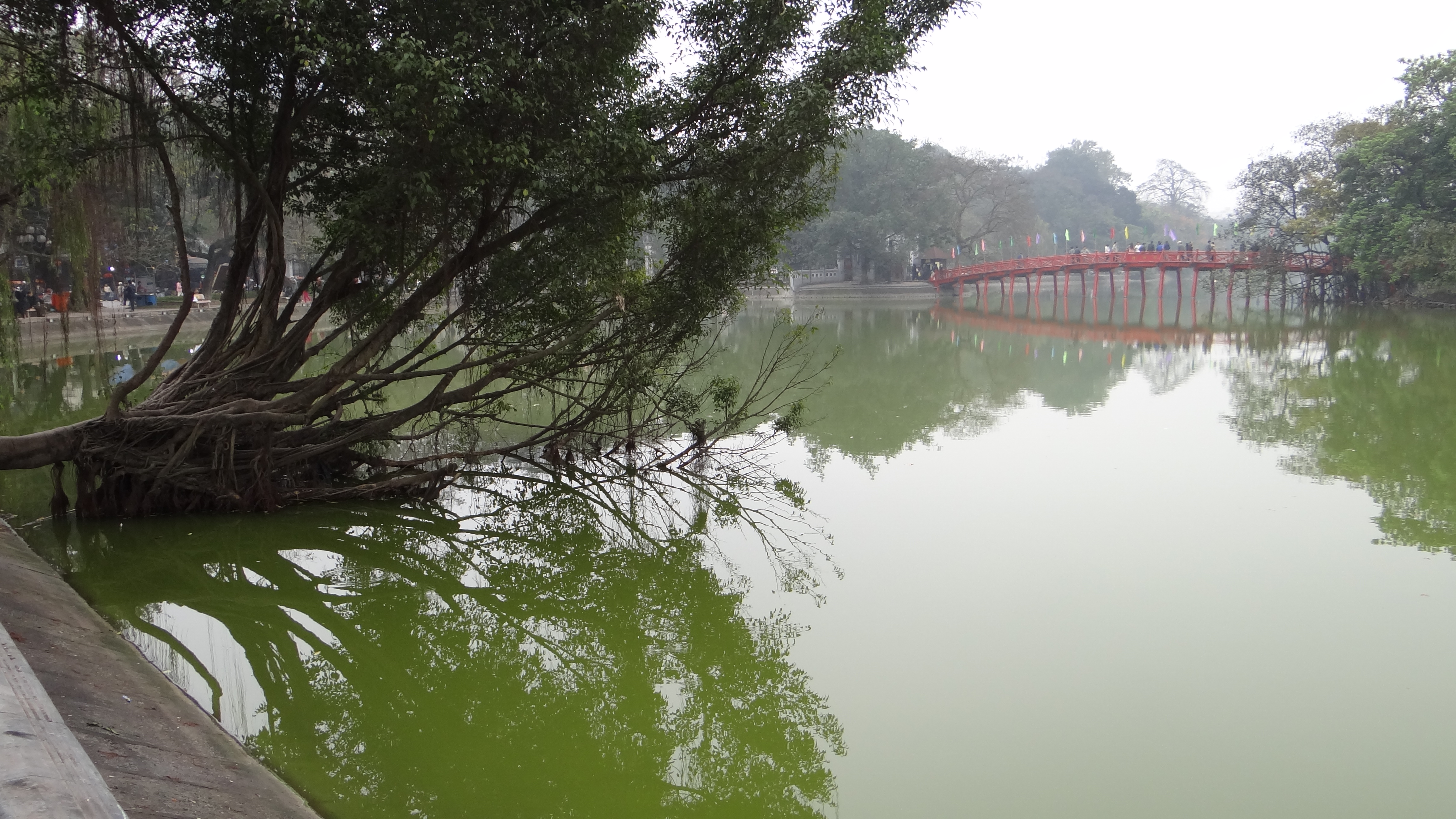

## Dans la culture

### Jeu vidéo
- Lê Lợi est le protagoniste de la campagne vietnamienne dans  Age of Empires II: DE.